# Phytocoris uniformis
Phytocoris uniformis är en insektsart som beskrevs av Knight 1923. Phytocoris uniformis ingår i släktet Phytocoris och familjen ängsskinnbaggar. Inga underarter finns listade i Catalogue of Life.